# Tivissa
Tivissa este o localitate în Spania în comunitatea Catalonia în provincia Tarragona. În 2006 avea o populație de 1.788 locuitori.

## Personalități născute aici
- Josep-Lluís Serrano Pentinat (n. 1977), episcop.

1. ↑  Nomenclátor Geográfico de Municipios y Entidades de Población (20240402 edition)
2. 1 2   http://www.idescat.cat/pub/?id=aec&n=925&t=2016 Lipsește sau este vid: |title= (ajutor)